# Louis Malet de Graville
Pour les articles homonymes, voir Malet.
Louis Malet, seigneur de Graville, est né en 1438 à Paris et mort au château de Montagu à Marcoussis le 30 octobre 1516, et est enterré en l’église des Cordeliers de Malesherbes, qu’il avait fondée.
Dans une lettre du 20 août 1476, le roi le qualifie « son amé et féal cousin ». Capitaine de Dieppe en 1480 et chevalier de l'ordre de Saint-Michel, Louis Malet de Graville est nommé amiral de France en 1486, après la mort de Louis de Bourbon, comte de Roussillon. Il assiste à la bataille de Saint-Aubin-du-Cormier, où le duc d'Orléans (futur Louis XII) est fait prisonnier par Charles VIII,. En septembre 1489, Brest étant assiégée par les Anglais, l'amiral avec 25 vaisseaux disperse la flotte anglo-bretonne, forte de soixante voiles, et force l'armée de terre à battre en retraite et à laisser son artillerie,. Louis Malet de Graville suit le roi de France Charles VIII à la conquête du royaume de Naples. Il est capitaine des ville et château de Saint-Malo, en 1489, 1490 et 1491, puis de Vincennes. En 1505, il est témoin du mariage de Germaine de Foix avec le roi d'Espagne, Ferdinand II d'Aragon, veuf d'Isabelle la Catholique.
Il se démet, en 1508, de la charge d'amiral en faveur de Charles II d'Amboise de Chaumont, son gendre. Louis Malet de Graville est nommé gouverneur de Picardie et de Normandie, capitaine des cent gentilshommes de la maison du roi. L'amiral de Graville meurt en 1516. Il passe pour immensément riche. Il joue un rôle important sous les rois Louis XI, Charles VIII et Louis XII.

## Biographie
Ses parents (Jean VI Malet de Graville et Marie de Montauban ; Jean VI était le fils de Jean V Malet de Graville et de Jacqueline fille de Jean de Montaigu de Marcoussis ; Marie de Montauban était la fille de Guillaume de Montauban et de Bonne Visconti, petite-fille de Barnabé Visconti et sœur de l'amiral de Montauban) étant morts jeunes, Louis reçoit un complément d'éducation de la part de ses oncles maternels après avoir fait ses humanités au collège de Montaigu à Paris. Grâce à des dons de l'amiral de Graville et de Jean de Pontville, vicomte de Rochechouart, chambellan de Charles de France, Jan Standonck pourra construire de nouveaux bâtiments pour le collège de Montaigu.

### Un haut et puissant seigneur

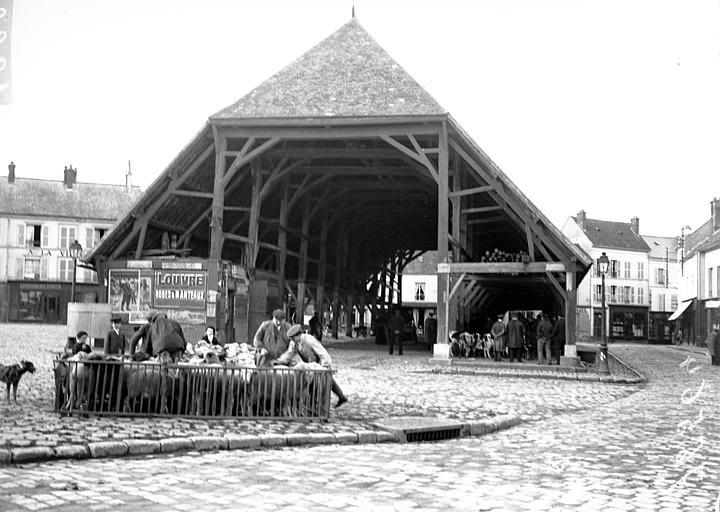
Louis Malet de Graville fait construire des halles à Chastres (Arpajon) et Milly-la-Forêt.

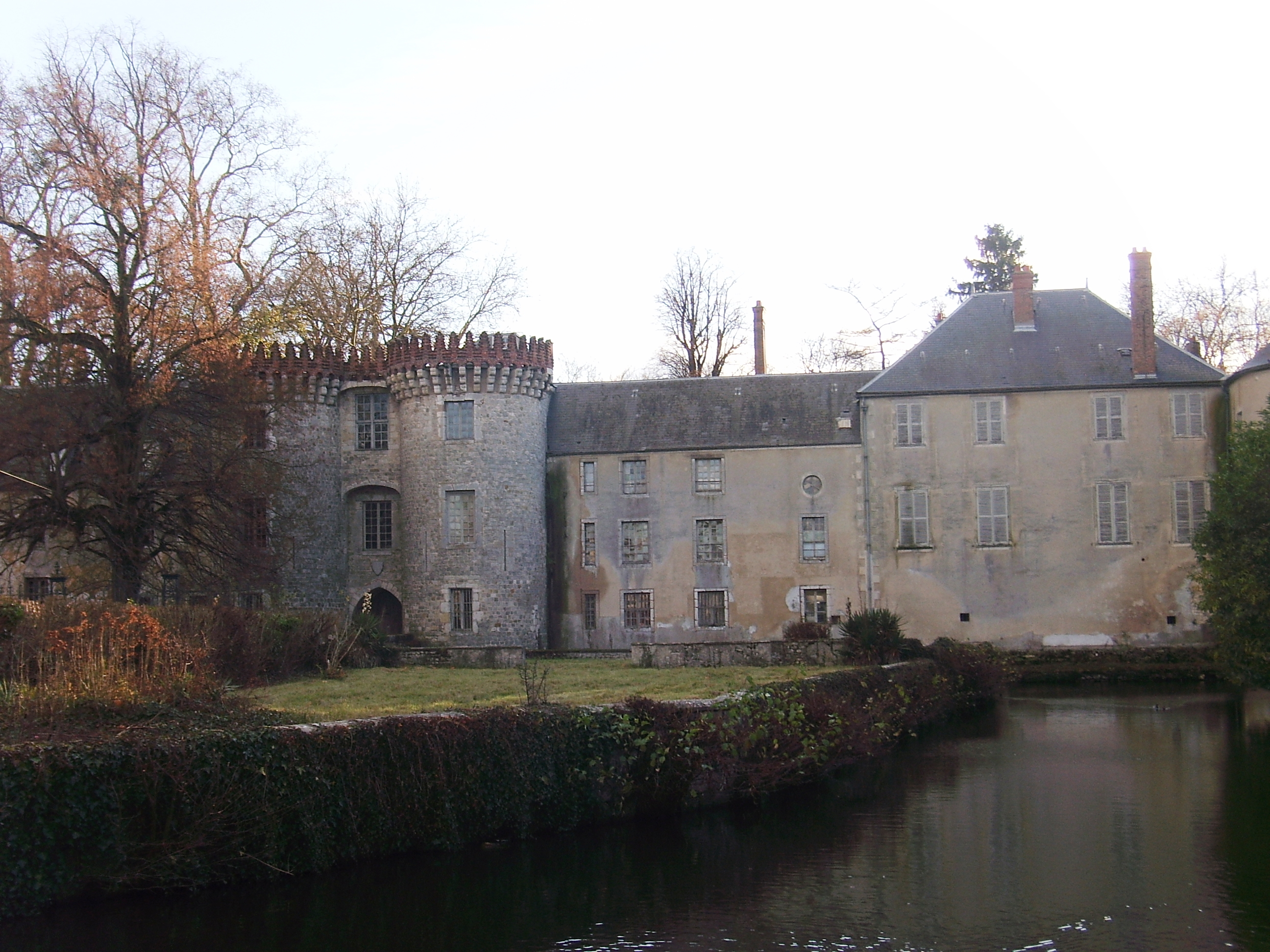
Louis Malet de Graville reconstruit le château de Milly-la-Forêt.

Louis Malet est seigneur de Graville, Sées et Bernay (héritage des Alençon-Bellême-Ponthieu : un ancêtre de Louis, Robert II Malet de Graville avait épousé vers 1200 Philippa, fille de Jean Ier d'Alençon), Montagu-en-Laye (près Poissy) et Marcoussis, Milly-la-Forêt, Bois-Malesherbes, Gometz-le-Châtel, Brétencourt, Chevreuse, de Pontchartrain et Groussay (dès 1499), de Fontenay-le-Fleury et de Bois-d’Arcy et de Chastres.
Une lettre de Louis XI datée d'Arras septembre 1477 (Archives nationales, X1A8607, fol.144 v°) précise ceux qui concernaient : le roi a octroyé auparavant à Louis de Graville, seigneur de Montaigu, les seigneuries de Nemours, Graiz, Pont-sur-Yonne, Flagi, Ferrote-le-Metz, Le Mareschal, Chesay, Brethencourt et Abliz.
Louis Malet de Graville est comblé de dons[réf. nécessaire] par Louis XI, qui lui accorde la justice de Chastres en 1470 et Graville en 1471. La seigneurie de Chastres-Arpajon appartient donc au seigneur de Marcoussis. Après que Louis XI a autorisé à son conseiller et chambellan Jean de Graville deux jours de foire à Chastres en juillet 1470, Louis Malet de Graville fait construire une halle au croisement des routes de Paris à Étampes et de Dourdan à Corbeil.
Louis Malet de Graville instruit le procès du duc Jacques d'Armagnac-Nemours. Il hésite à le condamner, mais le duc est décapité en 1477. Louis XI remercie le seigneur de Montaigu en lui donnant une partie des biens du condamné. Le Parlement oppose une résistance et n'enregistre que le 27 février 1479,,. Nemours échoit à Malet de Graville avec plusieurs châtellenies. Il ne se qualifie pas malgré d’autres terres dans le duché, duc de Nemours, mais seigneur de Nemours. Il restitue d'ailleurs aux héritiers du duc leurs biens contre une somme dérisoire.
Louis Malet de Graville n'hérite de son père qu'en 1482.
Milly-la-Forêt est rebâtie et fortifiée par Louis Malet de Graville et dotée d'une des plus importantes foires franciliennes. Louis Malet de Graville qui reconstruit le château de Milly-la-Forêt et entoure la ville de fortifications, percées de sept portes (l'une pour le château, puis porte Saint-Pierre, porte de Melun, porte de Fontainebleau, porte de Lyon, porte Saint-Jacques et porte aux Grenouilles) et obtient l'érection d'une halle en 1479. À cette époque, le comté de Milly s'étend sur les châtellenies de Fleury, Achères, Nainville, Boutigny et Cély. En ce qui concerne la collégiale Notre-Dame-de-l'Assomption (Milly-la-Forêt) engage sa reconstruction dans un style gothique. Le chœur et la nef sont inaugurés en 1495.
Louis Malet de Graville fait aussi construire un château à Milly dans le Cotentin vers 1470.

### Au service du roi Louis XI (1463-1483)

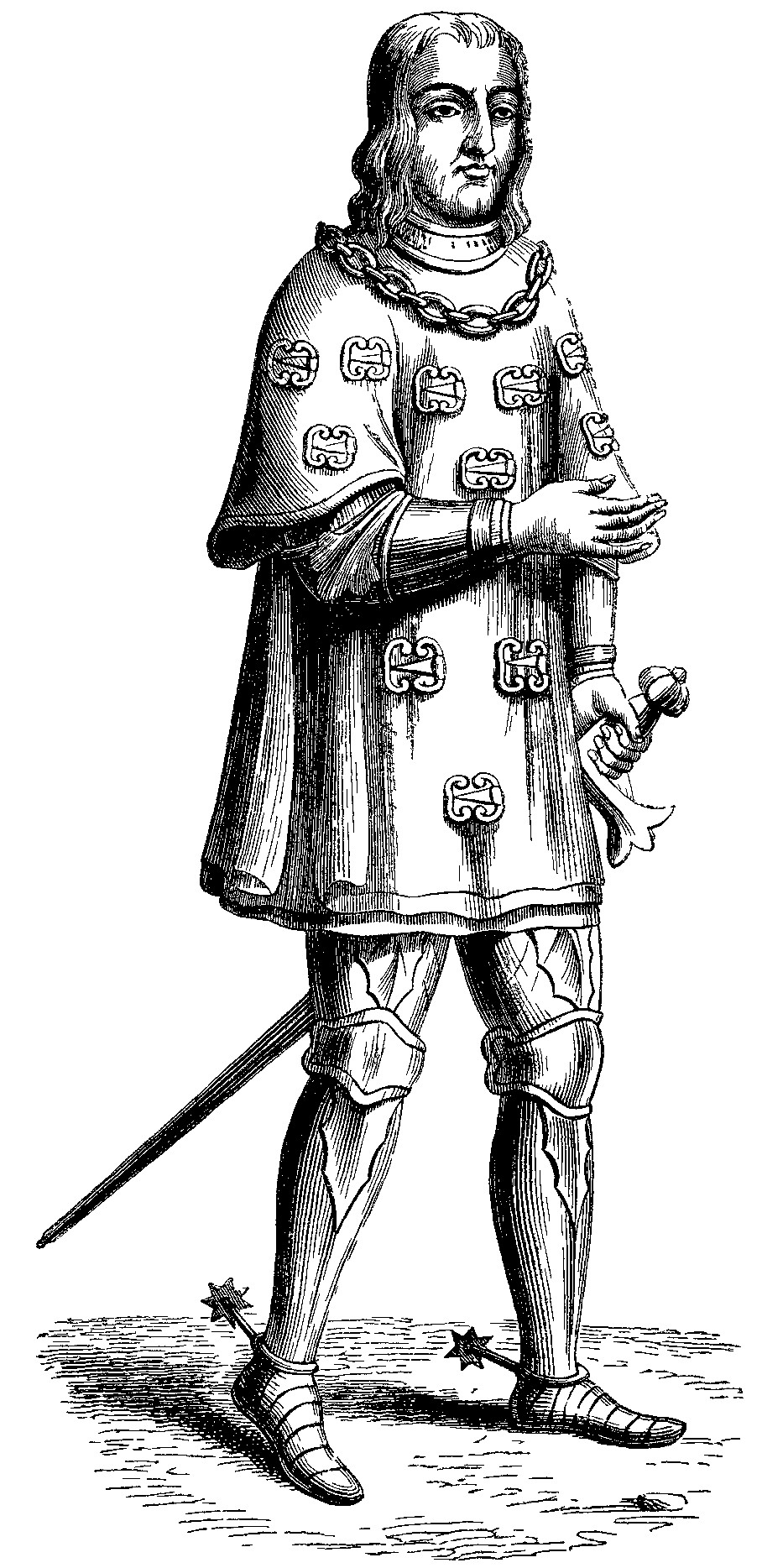
Louis Malet de Graville

Louis Malet de Graville va devenir l’un des favoris de Louis XI ou plutôt l'un de ses compères  fidèles. Il est tout d’abord un jeune serviteur du roi. On lui accorde la jouissance du château et des terres de Chanteloup, à Saint-Germain-lès-Arpajon, qui est déjà en partie une dépendance de la châtellenie de Montlhéry au XIIIe siècle, seigneurie de sa famille, les Graville.
Louis Malet de Graville est fait prisonnier en Angleterre en 1467. Il est très bien traité par ses anciens ennemis. Le roi d’Angleterre le remet en liberté avec ses compagnons[réf. à confirmer][réf. non conforme].
Louis XI le choisit, dès l'âge de 25 ans, pour devenir son chambellan. Malet de Graville est capitaine des Cent Gentilshommes de l’Hôtel du Roi, précurseurs de la maison militaire du roi de France, en 1474. Graville est déjà membre de cette unité depuis bien des années, il sera remplacé par Thibaut de Beaumont, comme capitaine des cent gentilshommes,.
Louis Malet de Graville se voit restituer en 1474 par le roi les terres de Bernay et de Sées confisquées à ses aïeux prédécesseurs. En 1476 le roi le fait seigneur de Radeval et le pourvoi de l'importante capitainerie de Pont-de-l'Arche.
Dans une lettre du 20 août 1476 le roi le qualifie de son amé et féal cousin[réf. à confirmer],. Il est aussi conseiller du roi (1476)[réf. nécessaire].
Louis XI l'emploie dans les négociations qui avaient pour but de faire accepter au roi René la perte de l'Anjou, et de préparer sa renonciation au comté de Provence en faveur du roi. Il est capitaine de Dieppe en 1480 et chevalier de l'ordre de Saint-Michel.

### Un serviteur zélé de la Régente

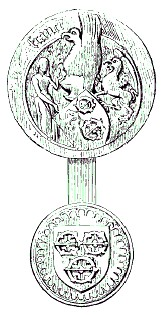
Sceau et contre-sceau de l'amiral Malet de Graville.

Sous le règne de Charles VIII, fils de Louis XI, commence pour Graville un rôle nouveau. Il devient l'un des partisans les plus dévoués de la politique de la régente, Anne de France, fidèle continuatrice de l'œuvre de son père Louis XI. Louis Malet de Graville obtient sa charge d’amiral de France en 1486, sous la Régence et certes après la mort de Louis de Bourbon, comte de Roussillon,.
Seigneur féodal, en rien courtisan, Louis Malet de Graville défend la personne et la politique de la Régente contre tous ses ennemis y compris le futur Louis XII.[réf. nécessaire] Graville va dans le Bourbonnais pour empêcher le duc de rien faire de préjudiciable aux intérêts de la cour. Madame de Beaujeu conduit elle-même son frère, le roi, à Beaugency. Il s'expose à la vengeance de la régente et du roi.
Georges d'Amboise, évêque de Montauban est élargi après une longue détention, grâce à Graville. Il est plus fidèle conseiller du prince captif, le futur Louis XII. Georges d'Amboise remue tant qu'il gagne l'amiral de Graville, très-puissant dans le conseil, le chambellan Miollans et d'autres jeunes seigneurs qui entourent le roi.
À la fin de la régence le roi gouverne à la place de sa sœur. Madame la Grande n’a plus qu’une simple influence.Louis Malet de Graville reste très proche de l’ancienne régente.[réf. nécessaire]

### Au service du roi Charles VIII (1483-1498)

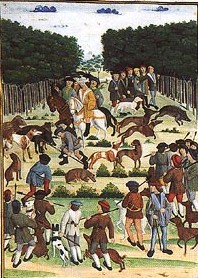
L'amiral de France Louis Malet de Graville sur cette enluminure chasse le sanglier.

Selon M. P.-M. Perret, qui a consacré à ce ministre dirigeant des premières années du règne de Charles VIII, l'amiral de Graville, une étude biographique très complète, pense que les lettres du roi publiées par le duc de la Trémoille sont toutes ou presque toutes rédigées par les secrétaires du roi, après avoir été au moins inspirées par l'amiral.
Louis Malet de Graville assiste à la bataille de Saint-Aubin-du-Cormier, où le duc d'Orléans (futur Louis XII) est fait prisonnier par Charles VIII,. Cette bataille a lieu le 28 juillet 1488 entre d'une part, les troupes du roi de France, et d'autre part, celles du duc de Bretagne François II et de ses alliés.
Ajoutons que Graville est en 1488, pendant la campagne de Bretagne, un véritable et habile ministre de la guerre que comme amiral il associe son nom aux premiers essais de création d'une marine nationale, que surtout il se distingue par des vertus rares parmi les hommes politiques formés à l'école de Louis XI. Il laisse La Trémoille se tailler la part du lion pour le butin fait à Saint-Malo. il se désiste au profit du roi d'une créance de 88 000 livres par lui avancées à la couronne.[réf. nécessaire] Il se fait gratuitement l'avocat des Rouennais, et mérite que, dans cette province de Normandie dont il est gouverneur, on le déclare publiquement « affecté au bien du pays ».
En septembre 1489, Brest étant assiégée par les Anglais. L'amiral avec 25 vaisseaux disperse la flotte anglo-bretonne, forte de soixante voiles, et force l'armée de terre à battre en retraite et à laisser son artillerie[réf. à confirmer],.
Louis Malet de Graville est capitaine de Saint-Malo (10 juin 1489) puis  capitaine de 6 lances de la grande ordonnance et 3 000 archers de morte-paye en garnison à Saint-Malo en 1490,. Il est Lieutenant général de province en Normandie (1490/91), capitaine de Vincennes (1494), Beauté-sur-Marne et Fontainebleau[réf. non conforme][réf. à confirmer].
Jean Raulin lui dédie son Itinerarium paradisi. Il appuie les réformateurs et crée des maisons. Comme Jean Raulin, Jan Standonck est son ami. Il crée grâce à son aide la congrégation de Montaigu. Cette congrégation est approuvée par Rome, le 23 février 1501, et par Étienne Poncher (archevêque de Sens) le 13 janvier 1502.
Louis Malet, sire de Graville, grand amiral de France prend part à la conquête du royaume de Naples en 1494, sous Charles VIII.
Il a le mérite de deviner, soit par instinct, soit par sagacité, que Charles VIII fait fausse route en envahissant l'Italie. La volonté tenace du jeune roi est une raison de plus pour tenir compte de leur fermeté aux rares conseillers, et au seigneur de Graville notamment, qui ne craignent pas de combattre les idées de leur maître. Pour Louis Malet, le véritable ennemi contre lequel, dès la fin du XVe siècle, la France délivrée des Anglais doit tourner ses efforts, ce sont les Habsbourg. L'amiral de Graville rejette aussitôt la responsabilité des désastres en Italie sur les malversations indéniables des trésoriers. Louis Malet, sire de Graville, est remboursé au retour, par ce Prince, d'une somme de 23 175 livres qu'il avoit avance de ses deniers pour cette expédition.

### Du temps de Louis XII (1498-1515)

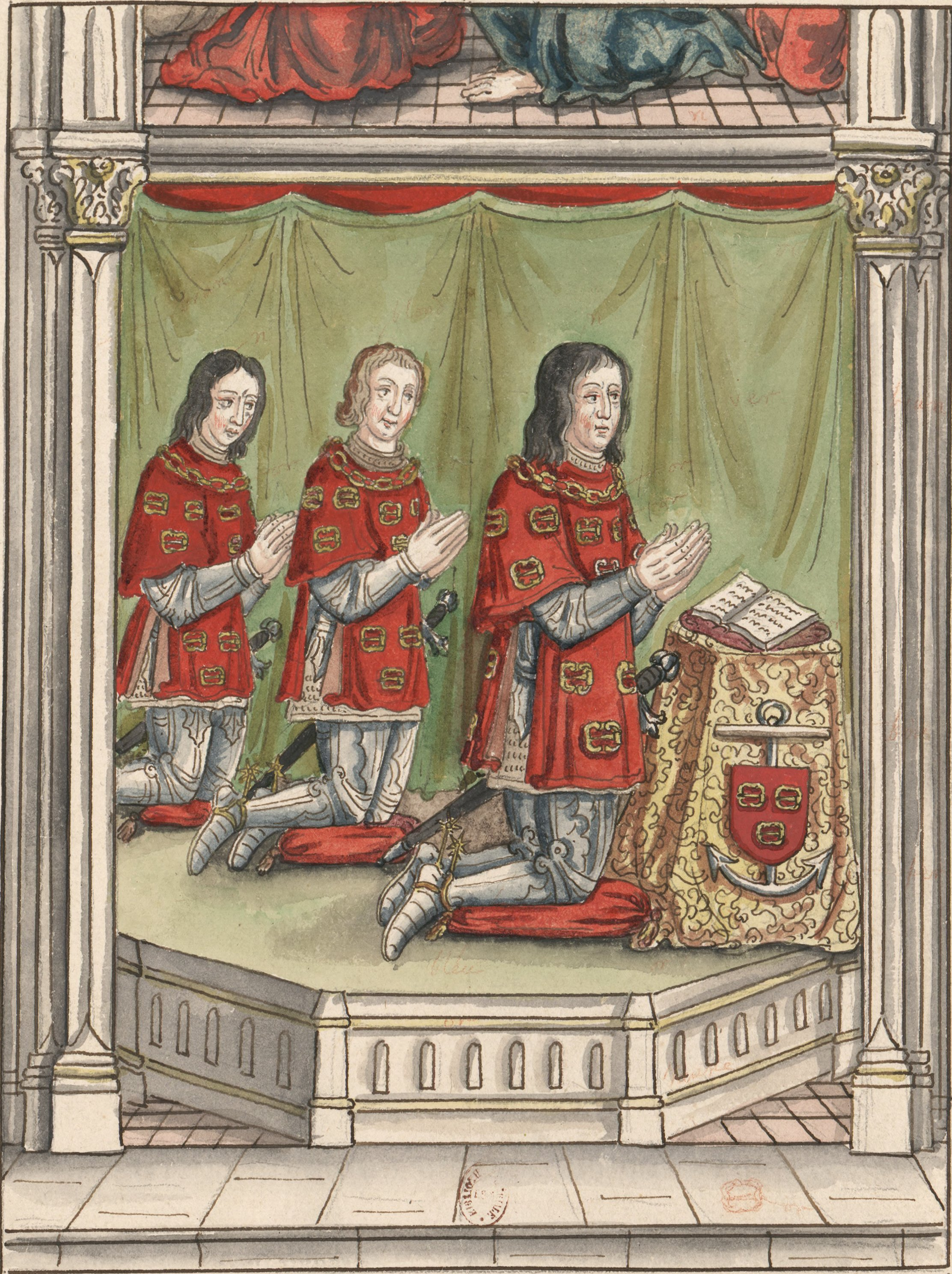
Louis Malet de Graville et ses fils.

Sa fille, Jeanne est mariée à Charles II d'Amboise de Chaumont, neveu de Georges d'Amboise, qui est à partir de 1498, premier ministre de Louis XII. Louis Malet de Graville est donc cousin du roi, mais aussi en famille avec son premier ministre.
Il est gouverneur de Paris en 1505. Toujours en 1505, il est témoin du mariage de Germaine de Foix avec le roi d'Espagne, Ferdinand II d'Aragon, veuf d'Isabelle la Catholique.
Louis Malet de Graville se démet, en 1508, de la charge d'amiral en faveur de Charles II d'Amboise de Chaumont, son gendre[réf. non conforme],.
L'amiral Louis Malet de Graville est un homme colossalement riche.[réf. nécessaire] D'ailleurs il prête à Louis XII 90 000 livres, somme considérable, en 1513. Le roi lui dit que s'il ne lui rend pas l'argent prêté, il lui donnera plusieurs villes de France dont Orléans, mais finalement il ne lui engage à vie, par Lettres données à Blois le 17 mai 1513, que les domaines de Melun, de Corbeil de Dourdan,.
Fatigué et malade Louis Malet de Graville se retire dans ses terres et fait des dons aux Célestins. Louis Malet de Graville fait son testament dans lequel il abandonne les 90 000 livres prêtées au roi aux pauvres. Il ordonne que les domaines soient rendus au roi « en considération des grands bienfaits qu'il a reçus de ses prédécesseurs, le suppliant de décharger de pareille somme les bailliages de son royaume les plus chargés d'impôts, afin que ce legs revint au soulagement du peuple ».
L'amiral de Graville meurt au château de Marcoussis le 30 octobre 1516 en 1516, âgé de 78 ans. Il passe pour immensément riche. Il a joué un rôle important sous les rois Louis XI, Charles VIII et Louis XII. Son corps est inhumé dans un gisant en l’église des Cordeliers de Malesherbes, qu’il a fondée. Cette ville, dont le nom signifie mauvaises herbes, est une seigneurie avec château autrefois nommé Bois-Malesherbes. Elle lui appartient. Avec lui s'éteint la branche aînée de la maison de Malet, en Normandie, dont Louis de La Roque, dans son Histoire de la maison d'Harcourt, Moréri et le Père Anselme donneront la généalogie.

## Mariages et descendance

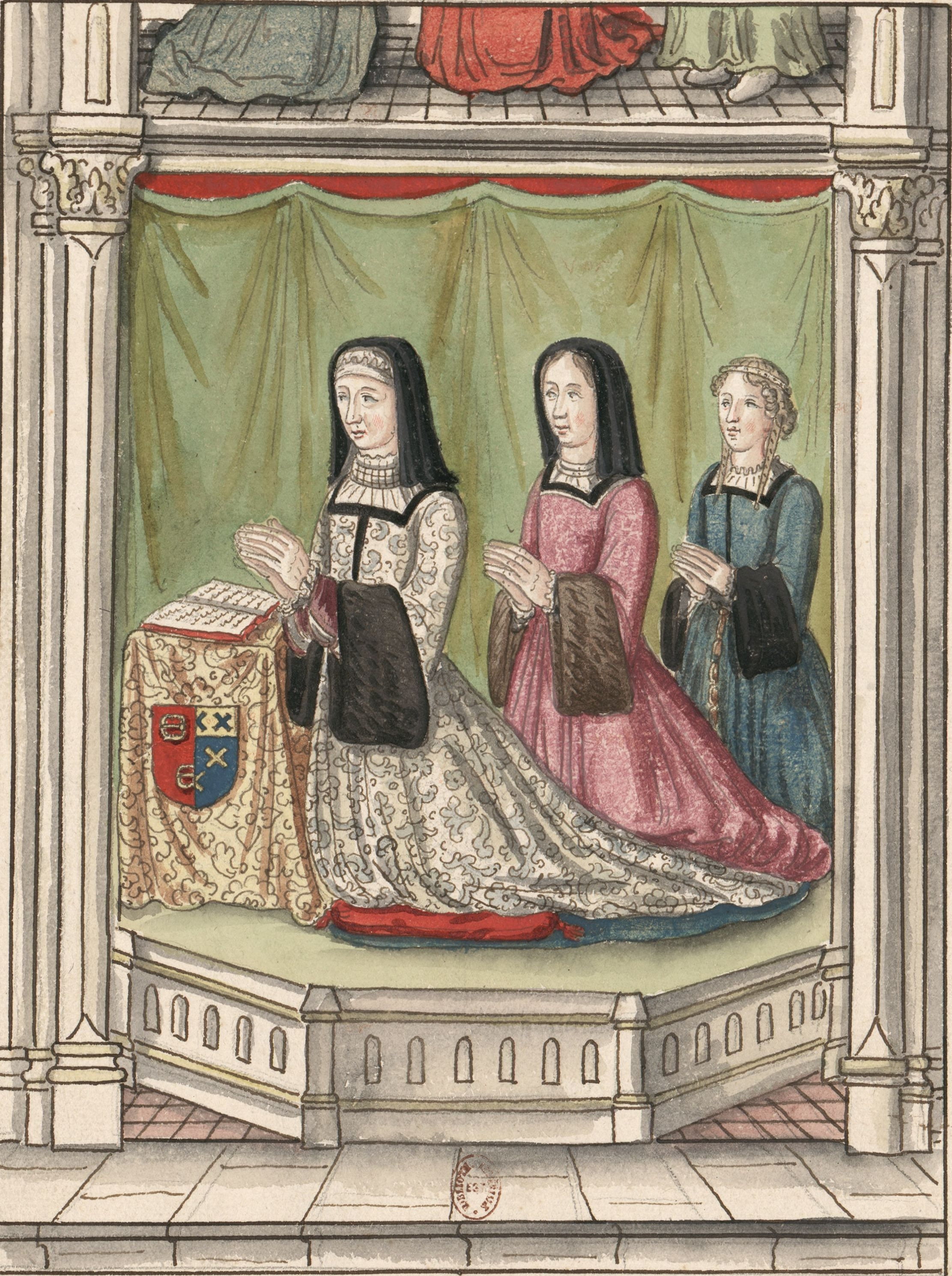
Vitrail des Célestins de Rouen sur lequel sont représentés sa femme, et deux de ses filles.

Louis Malet de Graville se marie en 1470 avec Marie de Balsac. Marie est la  fille de Roffec de Balsac, sénéchal de Nîmes et Beaucaire, capitaine de 10 hommes d'armes et de 4 000 francs-archers, gouverneur du Pont-Saint-Esprit, chevalier de l'Ordre de Saint-Michel, conseiller et chambellan du roi Louis XI, frère aîné de Robert. Sa mère est peut-être une Albon. Elle prétend être une descendante de Guigues IV d'Albon, premier à porter le surnom de Dauphin (Guigo Delphinus) du Viennois. Louis Malet de Graville et Marie de Balsac ont deux fils morts jeunes et trois filles :
- Louise, dame de Graville, mariée en 1497 à Jacques de Vendôme, vidame de Chartres, prince de Chabanais, Grand-maître des eaux-et-forêts de France et Bretagne[réf. non conforme][réf. à confirmer][44]. Jacques de Vendôme, mari de Louise de Graville, laisse en 1508 ses trois enfants, Louis, Charles et Louise, sous la tutelle de l'amiral Louis de Graville, leur aïeul.
- Jeanne, épouse d'abord Charles II d'Amboise de Chaumont, vice-roi de Lombardie, seigneur de Chaumont. Ce dernier, après avoir dirigé l'artillerie française, aux prises d'Alexandrie et de Tirano est l'un des principaux chefs militaires des guerres d'Italie. Pour le récompenser Louis XII l'avait nommé, successivement, Grand maître de France, en 1502, Maréchal de France, à la place du maréchal de Gié, en 1504, puis Amiral de France, en 1508, à la place de Louis Malet de Graville, son beau-père. Il meurt en Italie en 1511. Elle se remarie avant 1528 avec René d'Illiers, auquel elle donne les terres de Marcoussis, de Saint-Clerc/Saint-Clair (à Gometz-le-Châtel), de Chastres, de Gometz-le-Châtel et de Nozay[45]. Le Parlement de Paris reçoit des plaintes de Jeanne Malet de Graville, car René d'Illiers vend ses terres. Il est ordonné qu'elle reçoive par provision le château de Marcoussis et 3 000 livres de rente.
- Anne Malet de Graville se marie vers 1508 à son grand-cousin, Pierre de Balsac (1479-1501), seigneur d'Entragues, fils de Robert. Dame de Montaigut, dame du Bois-Malesherbe, dame d’honneur de Claude de France (1499-1524) et confidente de Marguerite de Navarre (1492-1549), cette fine lettrée, par ordre de la Reine Claude, femme de François Ier, met en vers le roman des amours d'Arcite et Palémon, d'après le poème italien, la Théséide de Boccace.

La première femme de Louis Malet de Graville meurt le 23 mai 1503. Louis Malet de Graville se remarie avec Jeanne de Garlande, petite-fille de Charles d'Allonville, qui lui apporte en dot, le fief de La Roue. Elle est la fille d'Amanieu, riche seigneur.

## Iconographie
Gisant dans la chapelle du château de Malesherbes (Loiret).
Mentionnons au niveau des images de Louis de Malet et sa famille deux vitraux qui ornaient l'église des Célestins de Rouen, aujourd'hui disparus, que l'on connaît grâce à des aquarelles modernes de la collection Roger de Gaignières :
- Sur le premier vitrail, sont représentés trois chevaliers agenouillés. Leurs cottes d'armes portent de gueules à trois fermaux d'or, sauf pour le premier de ces personnages qui a une ancre en pal derrière l'écu à ses armes. L'amiral y est représenté avec ses deux fils morts jeunes, Louis et Joachim[47].
- Sur le second vitrail sont représentées trois dames agenouillées. Les armes de la première (Marie de Balzac, femme de l'amiral Louis de Graville) sont : parti de Malet, qui est de gueules à trois fermaux d'or, et de Balzac, qui est d'azur à trois sautoirs d'or, au chef d'or chargé de trois sautoirs d'azur. Les deux autres femmes représentées sont deux des filles de l'amiral, Louise et Jeanne[48].